# 다가와 교스케
다가와 교스케(일본어: 田川 亨介, 1999년 2월 11일 ~ )는 일본의 축구 선수로 현재 스코티시 프리미어십의 하트 오브 미들로디언 FC에서 공격수로 뛰고 있다.

## 구단 경력
그는 2017년 J1리그의 사간 도스에 입단했다. 2019년 FC 도쿄로 이적했다. 2022년부터 2024년까지 CD 산타클라라와 하트 오브 미들로디언 FC에서 뛰었다. 2024년 가시마 앤틀러스로 이적했다. 

## 국가대표팀 경력
그는 2017년과 2019년 FIFA U-20 월드컵에 출전했다.
2018년과 2020년 AFC U-23 축구 선수권 대회에도 출전했다.
2019년 EAFF E-1 풋볼 챔피언십에 참가할 일본 국가대표팀에 발탁되었으며, 12월 10일 중국와의 경기에서 데뷔했다. 그는 국제 A매치 통산 2경기에 출전, 1득점을 넣었다.

## 통계
| 일본 | 일본 | 일본 |
| 연도 | 출전 | 득점 |
| ---- | ---- | ---- |
| 2019 | 2    | 1    |
| 통산 | 2    | 1    |

## 수상

### 클럽
FC 도쿄
- J1리그 : 준우승 (2019)
- J리그컵 : 우승 (2020)

### 국가대표팀
일본 U-19
- AFC U-19 아시안컵 : 3위 (2018)